# Danny Wilson
Danny Wilson était un groupe de pop écossais originaire de Dundee. Son nom provient d'un film de 1954 avec Frank Sinatra, Meet Danny Wilson (en français, Quand tu me souris).

## Discographie
- 1987 : Meet Danny Wilson
- 1989 : Bebop Moptop
- 1991 : Sweet Danny Wilson (compilation)